# Nuoto ai campionati europei di nuoto 2014 - 800 metri stile libero maschili
La gara degli 800 metri stile libero maschili degli Europei 2014 si è svolta il 21-22 agosto 2014. Le batterie si sono svolte il mattino del 21 agosto e la finale la sera del giorno successivo.

## Medaglie
| Pos.    | Atleta               | Nazione |
| ------- | -------------------- | ------- |
| Oro     | Gregorio Paltrinieri | Italia  |
| Argento | Pál Joensen          | Fær Øer |
| Bronzo  | Gabriele Detti       | Italia  |

## Record
Prima della manifestazione il record del mondo (RM), il record europeo (EU) e il record dei campionati (RC) erano i seguenti.
| Record mondiale       | 7'32"12 | Zhang Lin         | 29 luglio 2009 Roma, Italia       |
| Record europeo        | 7'42"74 | Gabriele Detti    | 8 aprile 2014 Riccione, Italia    |
| Record dei campionati | 7'48"28 | Sébastien Rouault | 13 agosto 2010 Budapest, Ungheria |

Durante la competizione sono stati migliorati i seguenti record:
| Data      | Evento | Atleta               | Nazione | Tempo   | Record                |
| --------- | ------ | -------------------- | ------- | ------- | --------------------- |
| 22 agosto | Finale | Gregorio Paltrinieri | Italia  | 7'44"98 | Record dei campionati |

## Risultati

### Batterie
| Pos. | Batteria | Corsia | Atleta               | Nazionalità | Tempo   | Note |
| ---- | -------- | ------ | -------------------- | ----------- | ------- | ---- |
| 1    | 4        | 5      | Pál Joensen          | Fær Øer     | 7'53"09 | Q    |
| 2    | 4        | 7      | Jan Micka            | Rep. Ceca   | 7'53"38 | Q    |
| 3    | 4        | 4      | Gabriele Detti       | Italia      | 7'53"51 | Q    |
| 4    | 4        | 3      | Gergely Gyurta       | Ungheria    | 7'55"34 | Q    |
| 5    | 3        | 4      | Gregorio Paltrinieri | Italia      | 7'55"35 | Q    |
| 6    | 3        | 9      | Stephen Milne        | Regno Unito | 7'56"40 | Q    |
| 7    | 2        | 4      | Richárd Nagy         | Slovacchia  | 7'56"74 | Q    |
| 8    | 3        | 7      | Ferry Weertman       | Paesi Bassi | 7'57"80 | Q    |
| 9    | 2        | 5      | Anton Ipsen          | Danimarca   | 7'58"17 |      |
| 10   | 3        | 0      | Florian Vogel        | Germania    | 7'58"34 |      |
| 11   | 3        | 5      | Serhiy Frolov        | Ucraina     | 7'58"55 |      |
| 12   | 3        | 3      | Marc Sánchez         | Spagna      | 7'58"66 |      |
| 13   | 2        | 3      | Maarten Brzoskowski  | Paesi Bassi | 7'58"82 |      |
| 14   | 4        | 2      | Filip Zaborowski     | Polonia     | 7'58"99 |      |
| 15   | 1        | 4      | Martin Bau           | Slovenia    | 7'59"76 |      |
| 16   | 3        | 6      | Sören Meißner        | Germania    | 8'01"65 |      |
| 17   | 3        | 1      | Joris Bouchault      | Francia     | 8'02"89 |      |
| 18   | 3        | 2      | Anthony Pannier      | Francia     | 8'03"00 |      |
| 19   | 4        | 6      | Matias Koski         | Finlandia   | 8'05"07 |      |
| 20   | 4        | 8      | Damien Joly          | Francia     | 8'05"29 |      |
| 21   | 4        | 1      | Gergő Kis            | Ungheria    | 8'06"14 |      |
| 22   | 2        | 0      | Maksim Shemberyev    | Ucraina     | 8'06"78 |      |
| 23   | 2        | 8      | Nezir Karap          | Turchia     | 8'08"05 |      |
| 24   | 1        | 3      | Jan Kutník           | Rep. Ceca   | 8'10"48 |      |
| 25   | 2        | 2      | David Brandl         | Austria     | 8'10"66 |      |
| 26   | 1        | 5      | Lukas Ambros         | Austria     | 8'11"71 |      |
| 27   | 3        | 8      | Pawel Furtek         | Polonia     | 8'12"50 |      |
| 28   | 4        | 9      | Axel Reymond         | Francia     | 8'12"81 |      |
| 29   | 2        | 9      | Eetu Piiroinen       | Finlandia   | 8'13"11 |      |
| 30   | 2        | 1      | Anton Goncharov      | Ucraina     | 8'13"67 |      |
| 31   | 1        | 2      | Adam Paulsson        | Svezia      | 8'19"29 |      |
| 32   | 1        | 6      | Tomás Novovesky      | Rep. Ceca   | 8'20"70 |      |
| 33   | 2        | 6      | Ediz Yıldırımer      | Turchia     | 8'21"41 |      |
| 34   | 2        | 7      | Uladzimir Zhyharau   | Bielorussia | 8'23"95 |      |
| 35   | 1        | 7      | Pit Brandenburger    | Lussemburgo | 8'33"16 |      |
| —    | 4        | 0      | Mads Glæsner         | Danimarca   |         | DNS  |

### Finale
| Pos. | Corsia | Atleta               | Nazionalità | Tempo   | Note                  |
| ---- | ------ | -------------------- | ----------- | ------- | --------------------- |
|      | 2      | Gregorio Paltrinieri | Italia      | 7'44"98 | Record dei campionati |
|      | 4      | Pál Joensen          | Fær Øer     | 7'48"49 |                       |
|      | 3      | Gabriele Detti       | Italia      | 7'49"35 |                       |
| 4    | 7      | Stephen Milne        | Regno Unito | 7'50"64 |                       |
| 5    | 5      | Jan Micka            | Rep. Ceca   | 7'52"19 |                       |
| 6    | 6      | Gergely Gyurta       | Ungheria    | 7'55"47 |                       |
| 7    | 8      | Ferry Weertman       | Paesi Bassi | 7'55"57 |                       |
| 8    | 1      | Richárd Nagy         | Slovacchia  | 7'56"28 |                       |